# Гахи
Гахи (уолл. Gahi) — деревня в районе Муа в королевстве Увеа на Уоллис и Футуна. По переписи населения 2018 года, население деревни составляет 249 человек.

## География
Гахи находится на юго-востоке района Муа на юге острова Увеа, на береге одноимённой бухты. В деревне находится пристань для малых лодок, а также церковь святого Викентия де Поля (фр. Chapelle de St. Vincent de Paul).
На юго-западе Гахи граничит с деревней Утуфуа, а на севере с деревней Ха’атофо.